# Stina Hofgård Nilsen
Stina Hofgård Nilsen (* 24. September 1979 in Bergen) ist eine ehemalige norwegische Skirennläuferin.

## Biografie
Nilsen war auf die Disziplin Riesenslalom spezialisiert. Im Europacup erreichte sie einen Sieg und fünf zweite Plätze. Ihr erstes Rennen im Weltcup war am 28. Januar 1998 der Riesenslalom in Åre. Ihre ersten Weltcuppunkte erreichte Nilsen im Januar 2000 mit dem 27. Platz beim Riesenslalom in Berchtesgaden. Sie konnte sich neunmal in den Top 10 und davon dreimal am Podest der Top 3 platzieren. Ihr einziger Weltcupsieg gelang ihr am 27. Januar 2002 beim Riesenslalom in Cortina d’Ampezzo.
Nilsen nahm an den Weltmeisterschaften 2001 in St. Anton, den Olympischen Spielen 2002 in Park City und an den Weltmeisterschaften 2003 in St. Moritz teil, schied jedoch immer bereits im ersten Durchgang des Riesenslaloms aus. Im März 2004 beendete sie ihre Karriere im Skirennsport.

## Sportliche Erfolge

### Weltcupsiege
| Datum           | Ort               | Land    | Disziplin    |
| --------------- | ----------------- | ------- | ------------ |
| 27. Januar 2002 | Cortina d’Ampezzo | Italien | Riesenslalom |

### Europacupsiege
| Datum         | Ort    | Land       | Disziplin    |
| ------------- | ------ | ---------- | ------------ |
| 14. März 2000 | Ischgl | Österreich | Riesenslalom |

### Norwegische Meisterschaften
- 2002: 2. Riesenslalom
- 2003: 2. Riesenslalom

### Weitere Erfolge
- 14 Siege bei FIS-Rennen (12 Riesenslalom, 1 Super-G, 1 Slalom)